# 가미오히라다이 신호장
가미오히라다이 신호장(일본어: 上大平台信号場)은 일본 가나가와현 아시가라시모군 하코네정에 위치한 하코네 등산 철도 철도선의 신호장이다.

## 역사
- 1919년 6월 1일: 오다와라 전기 철도 철도선 개통 시에 개업.

## 개요
두단식 승강장 2선의 구조를 가진 교행이나 스위치백을 위한 신호장. 낮에는 전 열차, 본 신호장에서 교행을 실시한다.
2007년 1월 23일부터 동년 1월 26일까지 첫 열차부터 막차까지 열차를 다 운휴하고 레일을 30kg/m의 것에서 50kg/m의 것으로 교환하는 공사가 시행되었다.
또한, 하코네 등산 철도의 표시 간판이나 팜플렛에서는 각 역・신호장의 표고가 제시되고 예전에 359m로 표기되었으나 2013년 재고 조사에서 346m로 정정되었다.

## 인접역
| 하코네 등산 철도 철도선        | 하코네 등산 철도 철도선 | 하코네 등산 철도 철도선    |
| ------------------------------ | ----------------------- | -------------------------- |
| OH 53 오히라다이 오다와라 방면 |                         | 미야노시타 OH 54 고라 방면 |